# In linea (singolo)
In linea è un singolo del rapper italiano Neffa, il secondo estratto dal primo album in studio Neffa & i messaggeri della dopa e pubblicato nel 1996.

## Descrizione
In linea, seconda traccia dell'album, è la vera e propria introduzione del disco. Il ritornello è stato realizzato sfruttando un campionamento del brano La musica di DJ Gruff, presente nel suo album d'esordio Rapadopa del 1993.
Il singolo contiene anche una versione remixata del precedente singolo Aspettando il sole e relativa versione strumentale. La canzone sarà poi inserita nella ristampa in LP di Neffa & i messaggeri della dopa nel 2015 ad opera della Tannen Records.

## Tracce
1. In linea – 4:41
2. Aspettando il sole (Neffa Remix) – 4:45
3. Aspettando il sole (Neffa Remix Strumentale) – 4:45